# 刘俊秋
刘俊秋，杭州师范大学材料与化学化工学院教授、2011年度中国教育部长江学者特聘教授，研究领域包括仿生功能材料、生物医用材料和纳米生物功能材料等。刘俊秋还担任中国化学会化学生物学专业委员会委员、中国材料学会生物材料分会理事。

## 生平
刘俊秋于1999年获吉林大学博士学位，2002至2003年在德国从事博士后研究。曾任吉林大学超分子结构与材料国家重点实验室教授，2019年调入杭州师范大学。